# ثعوبة (مودية)

تعديل مصدري - تعديل

ثعوبة هي إحدى قرى عزلة مودية بمديرية مودية التابعة لمحافظة أبين، بلغ تعداد سكانها 124 نسمة حسب تعداد اليمن لعام 2004.